# Impregnacja

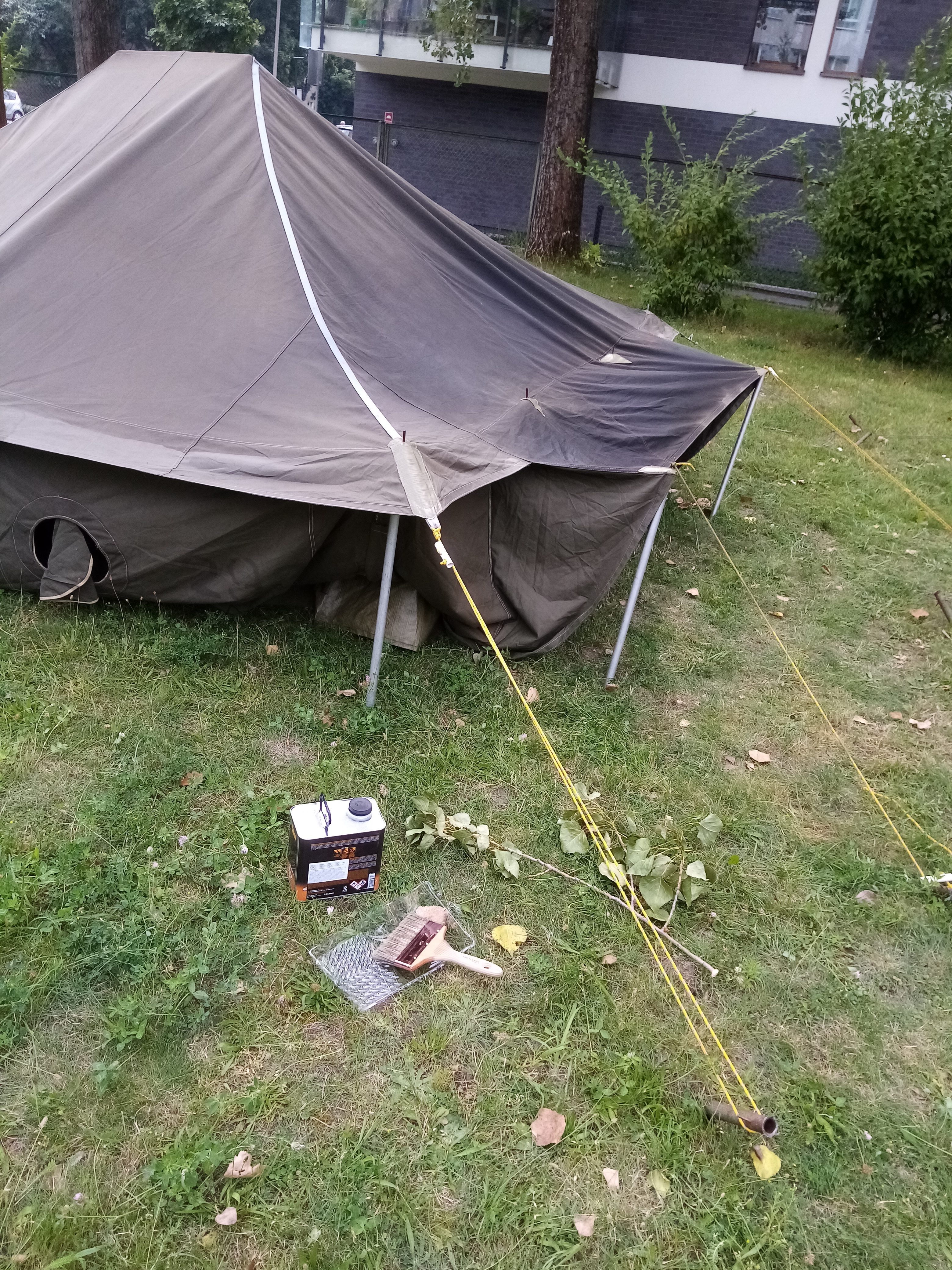
Impregnacja namiotu harcerskiego.

Impregnacja – nasycanie materiałów (drewna, płótna, papieru, betonu, tynku, skóry itp.) roztworami żywic, rozpuszczonego wosku i innymi substancjami chemicznymi. Proces ma wzmocnić i zabezpieczyć podłoże lub materiał przed szkodliwym działaniem wilgoci, pleśni, owadów, ognia itp. Impregnacja stosowana jest w pracach konserwatorskich (obrazy, malowidła ścienne, elementy architektoniczne itp.), przy budowaniu nowych obiektów (zabezpieczanie stosowanego drewna, uszczelnianie posadzek, zmniejszenie lub wyeliminowanie zjawiska pylenia betonu itp.), w przemyśle włókienniczym - impregnacja tkanin w celu eliminacji gniecenia się ich, nadanie nieprzemakalności; impregnacja papieru (tkaniny) jest wykorzystywana jako jeden z etapów uzyskania laminatu, późniejszej płytki obwodów drukowanych pokrytej miedzią itd.

## Impregnat
Środek chemiczny służący do nasycania tkanin, papieru, drewna, materiałów budowlanych itp. w celu nadania im odpowiednich cech i właściwości (takich jak: niezwilżalność, niepalność, odporność na chemikalia, odporność na kurczliwość i gniotliwość, nieprzepuszczalność powietrza lub gazów). 
Impregnat sporządza się w postaci roztworów w rozpuszczalnikach organicznych lub emulsji wodnych, z których po naniesieniu na powierzchnię impregnowaną rozpuszczalniki odparowuje się.
Istnieją także naturalne impregnaty na bazie oleju lnianego. Naturalny olej lniany (bez rozpuszczalników) oraz stworzone na bazie oleju lnianego z domieszkami żywic lub smół drzewnych. Te ostatnie zawierają rozpuszczalnik – najczęściej terpentynę. 

## Podział impregnatów budowlanych
Impregnaty materiałów budowlanych można podzielić wg różnych kryteriów.
Ze względu na wielkość cząsteczki:
- Impregnaty polimerowe - żywice akrylowe, silikony, fluoropolimery
- Impregnaty oligomerowe - siloksany
- Impregnaty monomerowe - silany.

Ze względu na rodzaj czynnika aktywnego:
- Impregnaty krzemoorganiczne - silikonowe, siloksanowe, silanowe
- Impregnaty żywiczne - akrylowe
- Impregnaty naturalne - oleje, woski.

Ze względu na użyty rozpuszczalnik (nośnik czynnika aktywnego):
- Impregnaty rozpuszczalnikowe, gdzie nośnikiem najczęściej są lotne związki aromatyczne - ksylen, toluen
- Impregnaty wodne - emulsje, mikroemulsje
- Impregnaty naturalne - oleje[1].

## Zalety impregnacji materiałów budowlanych
Odpowiednio dobrany impregnat jest w stanie nadać powierzchni określone właściwości, których normalnie nie posiada. Do głównych zalet impregnacji należą:
- Ograniczenie nasiąkliwości materiału budowlanego
- Wytworzenie powłoki hydrofobowej lub oleofobowej, ułatwiającej utrzymanie czystości na powierzchni
- Zabezpieczenie materiału przed szkodliwym działaniem wody
- Wytworzenie powłoki ognioochronnej
- Spowolnienie procesów erozji powierzchni
- Wzmocnienie mechaniczne powierzchni
- Ochrona powierzchni przed rozwojem mikroorganizmów oraz owadów
- Poprawa właściwości wizualnych powierzchni[2]

## Impregnacja drewna
Sposoby impregnacji drewna:
- Malowanie - najpopularniejszy i zarazem najmniej skuteczny sposób impregnacji drewna. Polega on na pokryciu drewna warstwą impregnatu za pomocą pędzla.

Skuteczność impregnacji drewna: ok. 2-3 lat
- Impregnacja zanurzeniowa - drewno jest zanurzane w impregnacie na określony czas. Powoduje to lepszą penetrację struktury drewna przez impregnat.

Skuteczność impregnacji drewna: ok. 5-8 lat
- Próżniowo-ciśnieniowa - polega na wykorzystaniu zjawiska osmozy. Zmieniając warunki ciśnienia w otoczeniu drewna powoduje się, że impregnat sam wciska się w przestrzenie międzykomórkowe w całej podatnej na uszkodzenia objętości drewna[3].

Skuteczność impregnacji drewna: ok. 15-20 lat

## Impregnacja namiotów harcerskich
W namiotach harcerskich impregnuje się przede wszystkim dach, impregnacja ścian nie jest aż tak konieczna.
Namiot impregnuje się po rozstawieniu tak, jakby rozbito go do normalnego użytku; z różnicą taką, że używa się mniej segmentów pionowych konstrukcji (np masztu), dzięki czemu łatwiej jest sięgnąć jego górnych części bez konieczności korzystania z drabiny.